# Mundrabil·laïta
La mundrabil·laïta és un mineral de la classe dels fosfats. Va ser descobert a la cova Petrogale, a Dundas Shire (Austràlia Occidental, Austràlia) i agafa el seu nom d'un indret pastoral proper anomenat Mundrabilla Station.

## Característiques
La mundrabil·laïta és un fosfat de fórmula química (NH₄)₂Ca(PO₃OH)₂·H₂O. Cristal·litza en el sistema monoclínic en agregats de cristalls diminuts. La seva duresa a l'escala de Mohs és 1 a 2.
Segons la classificació de Nickel-Strunz, la mundrabil·laïta pertany a «02.CJ: Fosfats sense anions addicionals, amb H₂O, només amb cations de mida gran» juntament amb els següents minerals: estercorita, swaknoïta, nabafita, nastrofita, haidingerita, vladimirita, ferrarisita, machatschkiïta, faunouxita, rauenthalita, brockita, grayita, rabdofana-(Ce), rabdofana-(La), rabdofana-(Nd), tristramita, smirnovskita, ardealita, brushita, churchita-(Y), farmacolita, churchita-(Nd), mcnearita, dorfmanita, sincosita, bariosincosita, catalanoïta, guerinita i ningyoïta.

## Formació i jaciments
La mundrabil·laïta és un producte del guano i l'orina dels ratpenats que es forma en coves. L'únic indret on ha estat trobada a part del qual on va ser descoberta és la cova Arnheim, a Windhoek (Khomas, Namíbia).
Ha estat trobada associada a altres minerals com: bifosfamita, archerita, aftitalita, halita, singenita, estercorita, oxammita, weddel·lita, whitloquita, newberyita, calcita, swaknoïta, dittmarita i arcanita.